# 湯田中温泉
湯田中温泉（ゆだなかおんせん）は、長野県下高井郡山ノ内町にある温泉。一帯は「湯田中渋温泉郷」と呼ばれる温泉郷である。

## 泉質
- 塩化物泉
- 硫黄泉

## 温泉街
規模の大きなホテルや創業が古い旅館などが14軒存在し、駅から夜間瀬川沿いの高台方向にみやげ物屋や飲食店などが点在し、温泉街を形成している。湯田中駅には日帰り入浴施設「楓の湯」が併設している。駅前および梅翁寺前には足湯も存在する。
歓楽街温泉の雰囲気はあまり無いが、スナックなどは数軒存在する。

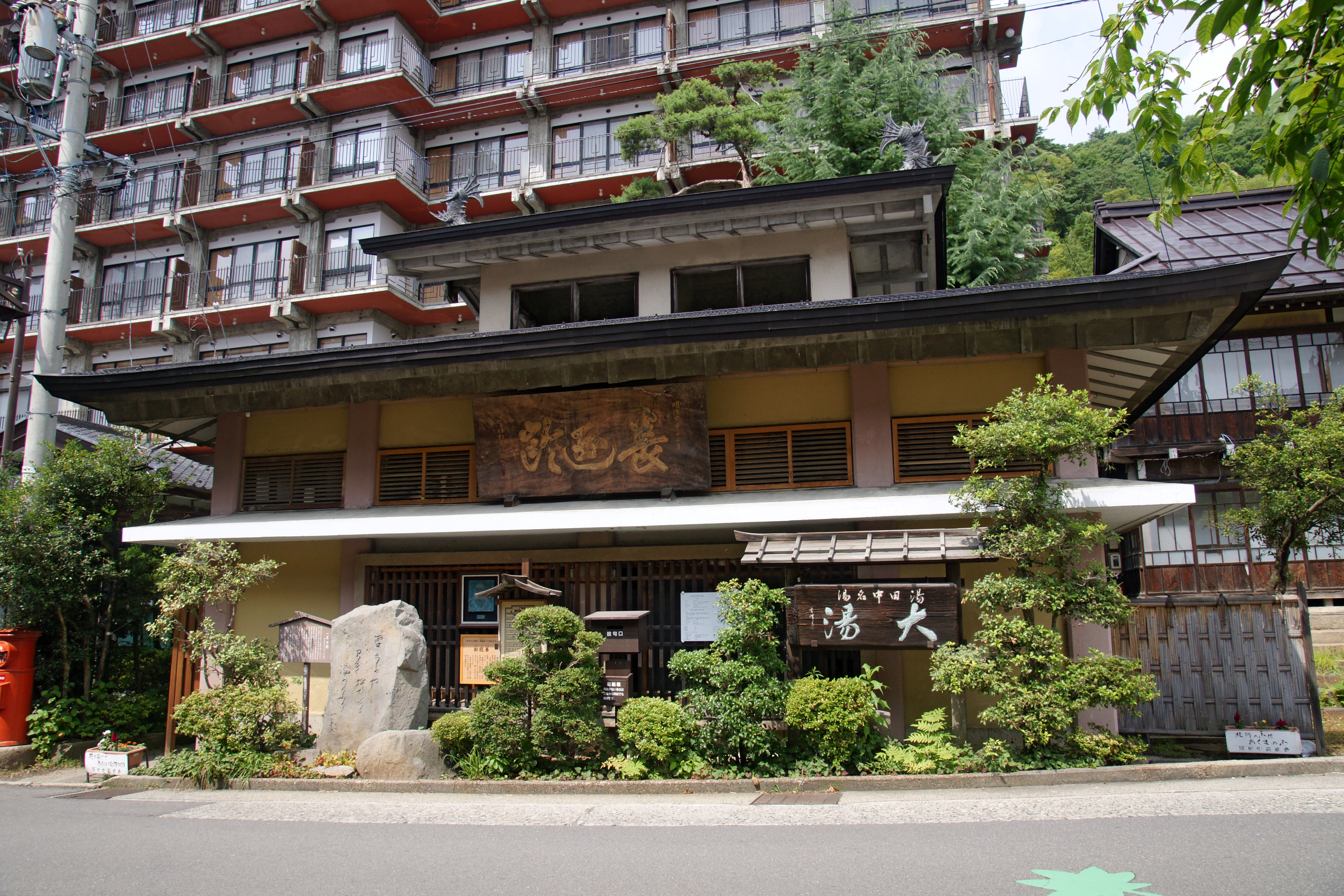
大湯

共同浴場は大湯、綿の湯、わしの湯、千代の湯、滝の湯、白樺の湯、弥勒の湯、平和の湯、脚気の湯と9軒存在。かつては一般に開放されていたが、マナーの悪さにより地元民および宿泊客専用となる。一部の共同浴場は、毎月26日に一般客の入浴が可能。
大湯は、日本温泉協会発行の雑誌「温泉」の第47巻「共同浴場番付」において、西の横綱の道後温泉と並び、東の横綱に番付けられた。
温泉街の東部にはかつて湯田中ロープウェイが存在し、ごりん高原スキー場があった。

## 歴史
郷土史誌「湯田中のあゆみ」によれば、原湯が浅く絶えず地面にわき出していたと考えられるところから、古くは縄文時代からすでに恩恵を受けてきたものと考えられている。
文献に残る開湯は7世紀頃の天智天皇（626年-672年）の時代、僧智由により発見され、「養遐齢（ようかれい）」と名づけた。これが、現在も同位置にある大湯である。智由はこのとき同時にこの温泉を鎮護するために大湯の東方に弥勒石仏を建立した。
古くは草津街道の宿場であり、また湯治場であった。松代藩の真田氏は湯田中の湯を愛し、お城にも温泉を届けさせた。小林一茶の門弟でもあった湯田中湯本は旅籠登録制度が施行されたときの第一号である。
前述通り、湯田中温泉は別名「養遐齢（ようかれい）」と呼ばれている。遐齢とは長命長寿のこと。したがってこの温泉は、長命長寿の湯であり、病を癒し、心を爽やかにして、健康で長生きできる霊験あらたかな温泉であるとの意。
初代陸軍軍医総監松本順との関わりも深く、順による湯田中温泉入浴法がある。
1953年（昭和28年）頃に掘削による開発が開始されるまで手掘自然湧出の状態で利用されてきた。
湯田中地区における文化財としては、「よろづや旅館松籟荘」、「よろづや旅館桃山風呂」、「湯田中駅旧駅舎」（以上国の登録有形文化財）、「果亭文庫収蔵品」、「両頭石棒」（以上町指定有形文化財）、「五輪塔」、「児玉果亭の頌徳碑」（以上町指定史跡）がある。このうち松籟荘は2021年2月11日の火災で全焼した。

## 交通アクセス
公共交通機関
長野電鉄長野線・湯田中駅より徒歩5分間。
自家用自動車
上信越自動車道・信州中野インターチェンジより自動車で20分間。